# Martin Przondziono
Martin Przondziono (* 11. Juni 1969 in Salzgitter) ist ein ehemaliger deutscher Fußballspieler.

## Biografie
Przondziono spielte in seiner Jugend für den VfL Salder und Eintracht Braunschweig. Anschließend war er im Kader der Sportfreunde Salzgitter und wechselte 1990 zu Werder Bremen, wo er Mitglied des Bundesligakaders der Saison 1992/93 und 1993/94 war, jedoch kein Spiel in der ersten Liga bestritt. 1994 unterschrieb er einen Vertrag beim 1. FC Nürnberg, für den er in zwei Jahren in der Zweiten Liga 19 Spiele bestritt und zwei Tore erzielte. Von 1997 bis 1999 spielte Przondziono beim VfL Osnabrück in der Regionalliga Nord, anschließend spielte er für Preußen Münster, wechselte 2001 zum VfB Lübeck und kehrte Anfang 2003 nach Münster zurück, wo er schließlich seine Profi-Karriere 2004 beendete.
Insgesamt bestritt Przondziono 27 Zweitligapartien (2 Tore) und 219 Regionalligaspiele (60 Tore).
2014 wurde Przondziono Scouting-Leiter beim 1. FC Nürnberg. 2015 übernahm er die gleiche Funktion bei Hannover 96. Im September 2018 wurde er Leiter Sport des Lizenzspielerbereichs beim damaligen Zweitligisten SC Paderborn 07. Nachdem nach dem Bundesliga-Aufstieg der Paderborner der bisherige Sportgeschäftsführer Markus Krösche zu RB Leipzig gewechselt war, wurde Przondziono im Juni 2019 als dessen Nachfolger vorgestellt. Aufgrund von unterschiedlichen Auffassungen in der sportlichen Weiterentwicklung trennte sich der SC Paderborn 07 am 20. April 2020 während der Saisonunterbrechung, die durch die COVID-19-Pandemie ausgelöst worden war, von Przondziono.